# Maciej Staniecki
Maciej Staniecki (ur. 27 kwietnia 1967 w Łodzi) – polski kompozytor, gitarzysta i producent muzyczny. Autor muzyki filmowej i teatralnej.

## Życiorys
Kompozytorską twórczość rozpoczął w latach dziewięćdziesiątych od wieloletniej współpracy z łódzkim Teatrem Imienia Róży Van Der Blaast. W filmie zadebiutował w 2002 roku pisząc muzykę do filmu Paradox Lake w reżyserii Przemysława Reuta. Kolejne filmy z muzyką Stanieckiego to Superprodukcja i Vinci w reżyserii Juliusza Machulskiego. Jest też autorem muzyki dla spektaklu tv 19. Południk J.Machulskiego.
Nagrał cztery solowe płyty z muzyką instrumentalną wydane przez wydawnictwo Requiem Records. Jedna z nich zatytułowana To co nieokreślone została uznana przez magazyn "Hi Fi Muzyka" płytą roku 2004. Współtwórca grup Nemezis i Chwasty. Były członek Hedone, wyprodukował jedną z płyt tego zespołu – Playboy.
Współpracuje z artystami sztuk wizualnych, stworzył m.in. muzykę do video instalacji "The Wait" holenderskiego fotografa Pietera Henketa.
Jako producent muzyczny w łódzkim Tonn Studio pracował z takimi artystami jak: Jan Młynarski, Gaba Kulka, Lotto, Jazz Band Młynarski-Masecki, Wacław Zimpel, Bastarda, Warszawskie ComboTaneczne, Brodka, Organek, Krzysztof Zalewski, Smolik / Kev Fox, Łąki Łan, Natalia Przybysz a także Snoop Dog i wieloma innymi.
Od 2017 jako gitarzysta współpracuje z łódzkim Teatrem Chorea. Od 2020 nagrywa płyty i koncertuje w ducie z tębaczem Wojciechem Jachną.